# Văn Môn
Văn Môn là một xã thuộc tỉnh Bắc Ninh, Việt Nam.

## Địa lý
Xã Văn Môn có vị trí địa lý:
- Phía đông giáp xã Yên Phong
- Phía tây giáp xã Thư Lâm, thành phố Hà Nội
- Phía nam giáp các phường Tam Sơn và Phù Khê
- Phía bắc giáp xã Tam Giang.

Xã Văn Môn có diện tích 15,26 km², dân số 37.449 người, mật độ dân số đạt 2.454 người/km².

## Hành chính
Xã Văn Môn được chia thành 5 thôn: Quan Độ, Mẫn Xã, Phù Xá, Quan Đình, Tiền Thôn.

## Lịch sử
Năm 1949, Văn Môn họp nhất với Đông Thọ thành lập xã Đông Môn.
Năm 1954, hai xã được tách ra thành hai đơn vị hành chính độc lập, Văn Môn trở về với tên gọi cũ.
Ngày 16 tháng 6 năm 2025, Ủy ban Thường vụ Quốc hội ban hành Nghị quyết số 1658/NQ-UBTVQH15 của UBTVQH về việc sắp xếp các đơn vị hành chính cấp xã của tỉnh Bắc Ninh năm 2025. Theo đó, sắp xếp toàn bộ diện tích tự nhiên, quy mô dân số của các xã Yên Phụ, Đông Thọ và Văn Môn thành xã mới có tên gọi là xã Văn Môn.

## Văn hóa

### Di tích
- Đình Đền Chùa thuộc Xã Văn Môn:
- Chùa Vinh Phúc, Làng Quan Độ
- Đình Quan Đình
- Đền Đô (Đền Đại Tư Mã), Quan Độ - Di tích Lịch sử Văn hóa Quốc gia
- Đền Nghiêm Kế, Quan Độ - Di tích Lịch sử Văn hóa Quốc gia.

### Đình Quan Đình
Đình Quan Đình là di tích lịch sử văn hóa lâu đời trên địa bàn xã Văn Môn, huyện Yên Phong tỉnh Bắc Ninh. Cũng giống như các làng cổ khác thuộc lưu vực sông Cầu, sông Thương, sông Cà Lồ. Làng Quan Đình thờ đức thánh Tam Giang – những vị tướng nổi tiếng trung quân ái quốc dưới thời Triệu Việt Vương.
Theo truyền thuyết thánh Tam Giang: Ngày xưa ở làng Vân Mẫu, thành phố Bắc Ninh có một người con gái tên là Phùng Từ Nhan. Năm 18 tuổi, Từ Nhan chiêm bao thấy thần Long từ trên trời hạ xuống quấn mình trên sông Lục Đầu, sau đó bà mang thai 14 tháng và sinh hạ được cái bọc 5 con: 4 trai 1 gái. Do là con trời ban cho nên bà lấy họ Trương của Ngọc Hoàng đặt cho các con là Trương Hống, Trương Hát, Trương Lừng, Trương Lẫy và Trương Đạm Nương. Thời gian sau đó, Ngọc Hoàng sai Lã Tiên Ông xuống trần dạy văn võ cho 5 người con tại bãi Tràng Học gần nhà Cổ Trạch. Năm an hem đều văn võ song toàn, lớn lên hưởng ứng lời kêu gọi của Triệu Việt Vương, họ xung phòng làm tướng tiến đánh giặc Lương ở đầm Dạ Trạch và giành thắng lợi lớn. Trương Hống được phong tướng trấn giữ làng Tiên Tảo (Sóc Sơn, Hà Nội), Trương Hát được phong tướng trấn giữ làng Tam Lư (Từ Sơn, Bắc Ninh).
Khi Triệu Quang Phục lên ngôi vua, Lý Phật Tử đã đem quân đánh lại nhưng không thắng, bèn dùng kế cầu hôn gả con. Trương Hống và Trương Hát đã can Triệu Việt Vương nhưng Vua không nghe nên bị mắc mưu rồi bị đánh bại. Lý Phật Tử đoạt được ngôi vua, biết các ông là tướng tài giỏi bèn cho người mời ra làm quan. Song các ông nhất lòng trung quân, mắng lại rằng: “Tôi trung chẳng thờ hai vua, huống hồ hắn là kẻ vong ơn bội nghĩa?” Biết không thể khuất phục được, Lý Phật tử lệnh truy bắt các ông khắp nơi. Các ông biết không thoát được liền tự vẫn ở dòng sông Cầu để giữ trọn tấm lòng trung với vua. Ngọc Hoàng Thượng đế cảm thương đã sắc phong Trương Hống, Trương Hát làm thần sông. Nhân dân 372 làng dọc theo sông Cầu và các nơi hai ông từng đóng quân đánh giặc đều thương tiếc, lập đền thờ làm Thần. Các triều đại nhà Ngô, Đinh, Lê, Lý sau đó được âm phù giữ yên bờ cõi nên đều phong anh em họ Trương là Đức thánh Tam Giang - đại vương thượng đẳng thần. Thánh Tam Giang còn gắn liền với huyền thoại ra đời tác phẩm Nam quốc sơn hà, bản tuyên ngôn độc lập đầu tiên của người Việt.